# メカビ
メカビ（英：MECHABI MECHA to Be Show Jho）は、講談社が発行していたサブカルチャー情報誌。「萌え世代のモブカルチャーマガジン」をキャッチフレーズにしていた。題名の「メカビ」は、「メカと美少女」の略。

## 概要
講談社学芸部門で「ブルーバックス」を編集していた松下友一が編集長となり、同じく「選書メチエ」編集者の井上威朗と2人で本来の業務の間を縫って編集、2006年6月に創刊した。
当時の「非モテ」ブームを背景にしたオタク向けの評論情報誌で、本田透と堀田純司がスーパーバイザーを務めていた。両名は巻末座談会および連載小説でレギュラー参加した。Vol.2までは不定期発行となっていたが、2007年秋に発売されたVol.3から季刊化された。
しかし、編集スタッフの異動などがあり、次の2008年冬号(Vol.4)をもって休刊となった。一部の企画は松下、井上の異動先のアフタヌーン編集部よりアフタヌーン新書に引き継がれたが、国内では「非モテ」ブームがいったん沈静化したことから、次第に終息していった。
「萌え」「燃え」「非モテ」をキーワードとする「モブカルチャー」を標榜し、アニメーションや漫画、ゲーム、小説、その他キャラクターなどオタク文化に関する人物や出来事が主に取り上げられた。このあたりは本田が二見書房で企画していた文芸ムック『ファントム』の流れを汲んでいるが、雑誌コンセプト的には「全国統一オタク検定試験」を行ったビブロスの『オタクエリート』などに近く、創刊号に掲載された麻生太郎へのインタビューは話題を呼んだ（詳細は、ローゼンメイデンを参照）。他に、東浩紀と桜坂洋の対談（Vol.2）、久弥直樹のインタビューと新作小説（Vol.2）、奈須きのこへのインタビュー（Vol.3）などがあった。
その他の創刊号の主な参加者は以下の通り。樋口真嗣、養老孟司、Gackt、皆川ゆか、森永卓郎、竹内一郎、森川嘉一郎、古橋秀之、植芝理一、弐瓶勉、カラスヤサトシ、岡田有花、アニメ会、竹内博 (bamboo)、泉信行。
スーパーバイザーの本田と堀田がアンチ『ファウスト』を標榜し、当時、アニプレックスへ接近していた太田克史に反感を持つ「非モテ」系著名人や講談社内のスターチャイルド系人脈を集めて企画したことから、同じ出版社の雑誌で一部の参加者も重複しているにもかかわらず、まったく正反対の切り口が特徴となっていた。
堀田は後に、太田が星海社を設立して空白状態となった講談社BOXで『BOX-AiR』の企画編集に携わった。

## 刊行リスト
- メカビ Vol.1（2006年6月）ISBN 978-4-06-179591-4
- メカビ Vol.2（2006年12月）ISBN 978-4-06-378818-1
- メカビ 2007年秋号（Vol.3）（2007年9月）ISBN 978-4-06-378862-4
- メカビ 2008年冬号（Vol.4）（2007年12月）ISBN 978-4-06-378863-1

アフタヌーン新書
- アニメ最前線の声 メカビ・クリエイターインタビューズ1（2009年10月）ISBN 978-4-06-364779-2

## 掲載小説
- 久弥直樹「ヒナタノアリカ」（Vol.2）
- 本田透「陰陽胡蝶 ～CHAOSMOTH～」（連載）
- 堀田純司「こころとからだ」（連載）